# Jardín Ramón López Velarde
El Jardín Ramón López Velarde es un parque en la Ciudad de México en el extremo sureste de la Colonia Roma frente al Centro Médico Siglo XXI. Está construido donde una vez estuvo situado el Estadio Nacional (1923-1949) y una parte del Centro Urbano Presidente Juárez (CUBJ) dañado por el Terremoto de México de 1985.

## Historia

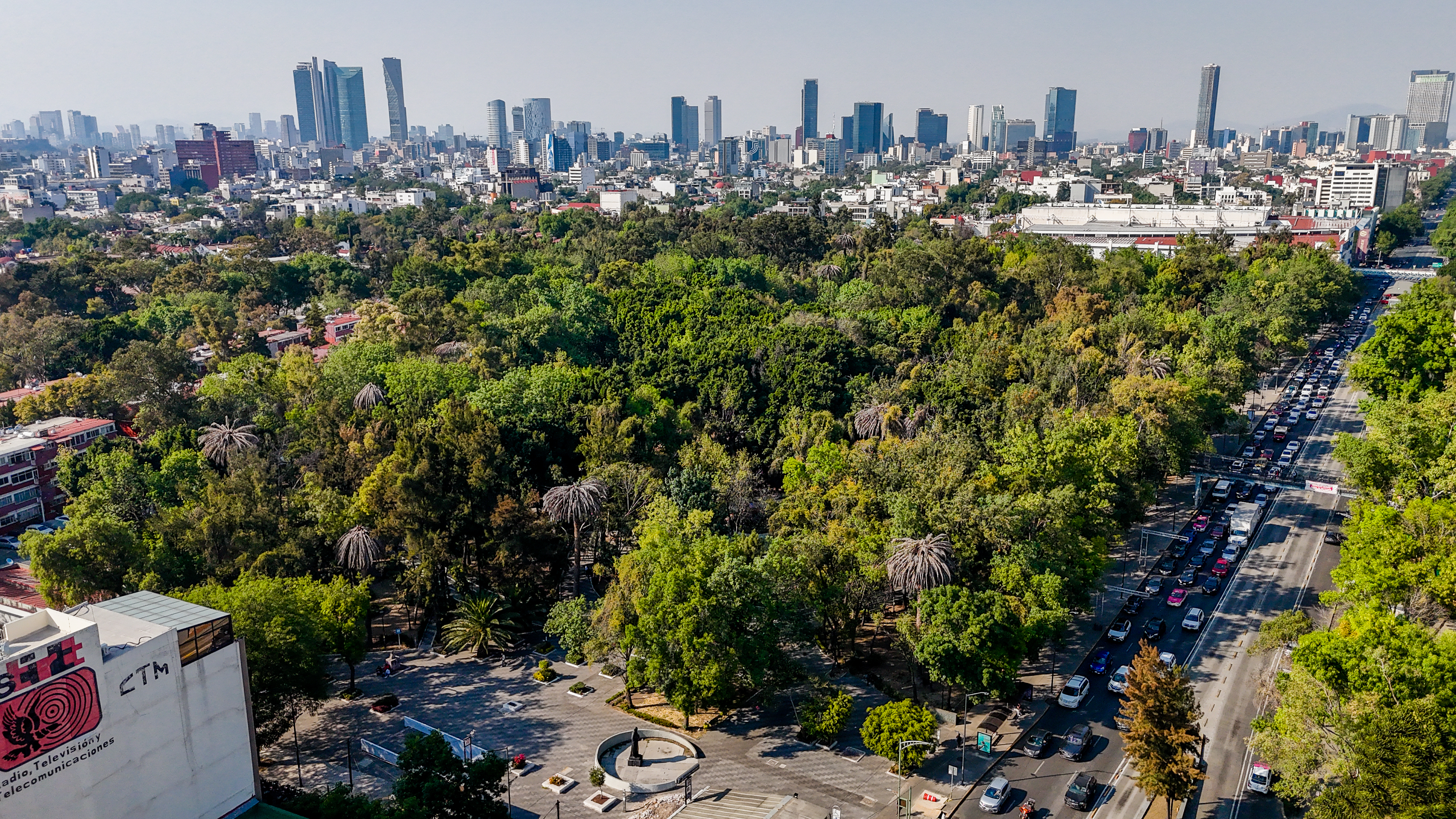
Vista aérea del Jardín Ramón López Velarde.

El jardín formó parte de las tierras desecadas del Lago de Texcoco, conformando una zona de áreas pantanosas cercanas al pueblo de La Piedad Ahuehuetlan, incluyendo el Panteón General de la Piedad, mismo que funcionó de 1871 a 1878 y fue clausurado cuando fue construido el Panteón Civil de Dolores.
Utilizando los terrenos del panteón entre 1923 y 1924 se construyó en el predio del jardín el Estadio Nacional de México de 1923 a 1949, obra de José Villagrán García e impulsado por José Vasconcelos en la presidencia de Álvaro Obregón. La construcción quedó en los límites de la colonia Roma Sur, una extensión hecha a la original. Tras la demolición del estadio en 1949, los terrenos del mismo y adyacentes se convirtieron en una zona con diversas áreas, con el CUBJ como la de mayor dimensión así como el Club Deportivo Hacienda y el Centro Escolar Benito Juárez.
El sismo de 1985 trajo un cambio radical en la fisonomía de la zona tras la caída y demolición de los edificios del CUBJ. Utilizando el área que quedó vacía en esa zona fue establecido el Parque Antonio M. Anza. Debido a diversos conflictos de división de la propiedad con los vecinos de los edificios remanentes del CUBJ el parque cayó en abandono por varias décadas. Fue renombrado como Jardín Ramón López Velarde. 